# Lee Chae-ryeong
Lee Chae-ryeong (hangul: 이채령; nascida em 5 de junho de 2001) mais conhecida como Chaeryeong (hangul: 채령), é uma cantora, rapper e dançarina sul-coreana. Ela é popularmente conhecida por ter participado do reality show Sixteen criado pela JYP Entertainment e Mnet em 2015 e por ser integrante do grupo feminino Itzy, formado pela JYP Entertainment em 2019.

## Início de vida
Chaeryeong nasceu em Yongin, província de Gyeonggi, Coreia do Sul, em 5 de junho de 2001. Sua família é composta por seus pais, sua irmã mais nova e sua irmã mais velha, Chaeyeon de Iz One. Ela estudou na Hanlim Arts School no departamento de teatro musical, onde se formou em novembro de 2019, ao lado de Ryujin. No entanto, ela decidiu não entrar na universidade.

## Carreira

### 2013–2015:K-Pop Star 3eSixteen
Chaeryeong começou sua carreira como ídolo depois de aparecer como competidora no programa de competição K-pop Star 3, em 24 de novembro de 2013, junto com sua irmã, Chaeyeon do grupo feminino Iz One. As irmãs foram eliminadas do programa, mas entraram na JYP Entertainment como trainees.
Praticando por cerca de um ano como trainee, em 5 de maio de 2015, Chaeryeong juntamente com sua irmã, participou do reality show de sobrevivência Sixteen, para formar um novo grupo feminino, Twice. Ela foi eliminada no episódio final e, portanto, não fez sua estreia.

### 2019–presente: Estreia com o Itzy
Quatro anos depois, em 20 de janeiro de 2019, Chaeryeong foi revelada como uma das integrantes do novo grupo feminino da JYP Entertainment, Itzy. O grupo estreou em 10 de fevereiro de 2019.

## Discografia

### Créditos de composição
Todos os créditos das canções são adaptados do banco de dados da Korea Music Copyright Association, salvo indicação em contrário.
| Ano  | Artista | Canção              | Álbum      | Letrista  | Letrista | Compositor | Compositor                                                |
| Ano  | Artista | Canção              | Álbum      | Creditada | Com      | Creditada  | Com                                                       |
| ---- | ------- | ------------------- | ---------- | --------- | -------- | ---------- | --------------------------------------------------------- |
| 2024 | ITZY    | "Mine (Chaeryeong)" | Born To Be | Yes       | Selah    | Yes        | Lee Woo Min, Reinstein Justin Robert, Timgren Anna Linnea |

## Filmografia

### Reality shows
| Ano     | Título       | Canal | Notas       |
| ------- | ------------ | ----- | ----------- |
| 2013-14 | K-pop Star 3 | SBS   | Concorrente |
| 2015    | Sixteen      | Mnet  | Concorrente |